# Club Esportiu Seagull
El Club Esportiu Seagull és un club de futbol femení de la ciutat de Badalona. Va ser fundat el 1993 per Ricardo Carneado Esteban arran de l'interès d'un grup d'atletes badalonines.
El club disposa d'equips formats per noies a partir de 5 anys i fins a l'equip amateur, que actualment milita a Tercera Federació (Grup 3).
Començà jugant en lliga escolar fins que la temporada 1998/99 competiren per primer cop en una competició de la Federació catalana de futbol. La temporada 2013/2014 va ascendir a Segona Divisió.

## Estadi
Juga els seus partits a l'Estadi Municipal de Badalona i al Municipal de Montigalà.